# 円筒印章

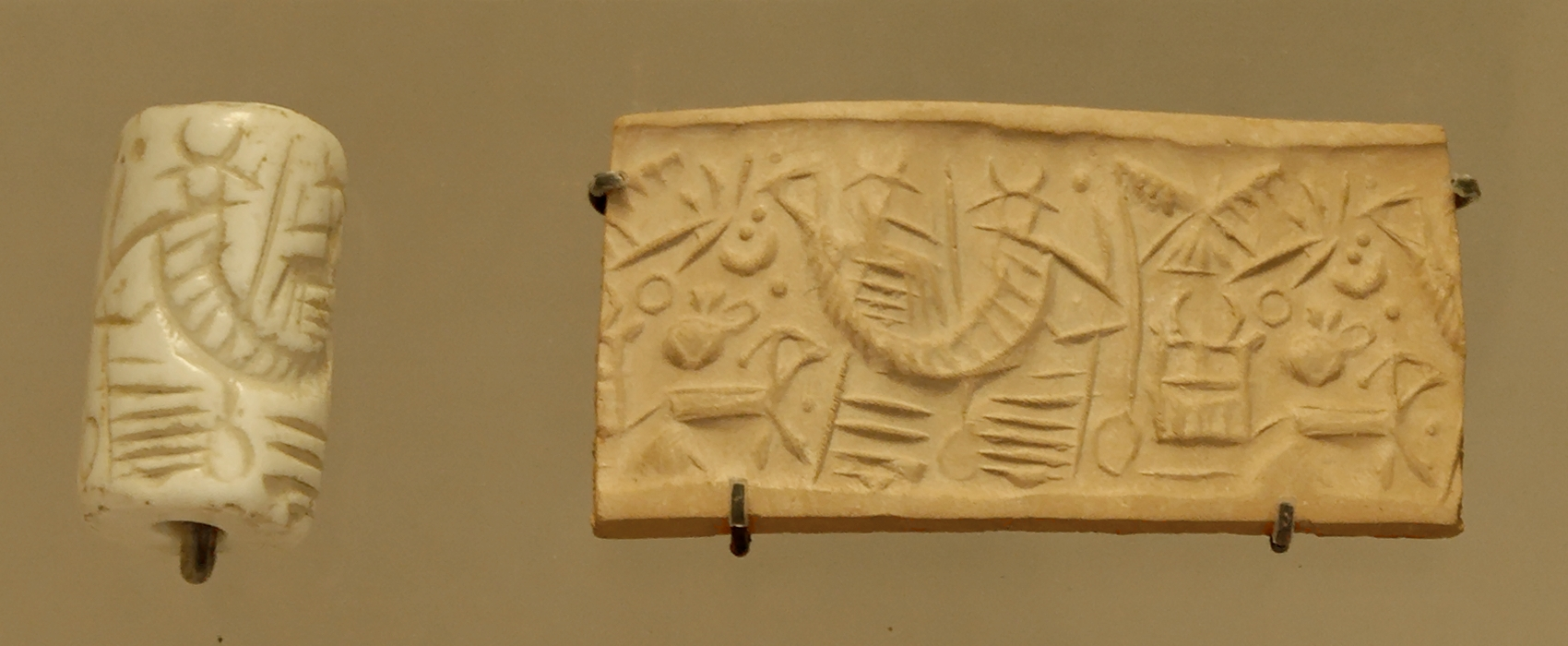
動物と戦う英雄を描いた円筒印章（左）とその印影。マリのイシュタル神殿で発見、紀元前2600年頃の初期王朝時代、ルーブル美術館所蔵

円筒印章（えんとういんしょう、仏: Sceau-cylindre、英: Cylinder seal）は古代メソポタミアで所有者などを示すために使用された印章である。図や文章が書かれており、様々な情報がそこから得られる。
最も初期の円筒印章は紀元前36世紀頃の層から発見されたシャファラバードで発見された印影（印章そのものではない）であり、この時代以降、手紙や契約文書の主体を示すために急激にメソポタミア各地へ広まった。初期においては書簡や容器を封じるための紐を粘土で覆い、その粘土（封泥）に円筒印章を押し付けて転がすという方法で用いられた。
ウル第3王朝時代になると粘土板文書にも円筒印章が使用されるようになり、王や王妃、官僚、商人などの印影や印章が多数発見されている。楔形文字の普及範囲と円筒印章の普及範囲は大体一致し、ヒッタイトやエラムなどでも用いられた。紀元前1千年紀半ば頃から次第に記録媒体が粘土板から羊皮紙やパピルスに移るようになると楔形文字が用いられなくなり、粘土板に押し付ける用途を持った円筒印章も使用されなくなっていった。